# ديسكوغرافيا هاردويل
أصدر دي جي الهولندي ومنتج التسجيل روبيرت فان دي كوربوت، المعروف باسم هاردويل، ألبوم استوديو واحد وثمانية ألبومات تجميعية بالإضافة إلى 82 أغنية فردية. بدأ إنتاجه الموسيقي لأول مرة في عام 2007، واكتسب شهرة دولية من خلال عرضه "Show Me Love vs Be" لعام 2009.

## الألبومات

### ستوديو ألبوم
| العنوان       | تفاصيل الألبوم                                                                | المركز أو الترتيب | المركز أو الترتيب | المركز أو الترتيب | المركز أو الترتيب | المركز أو الترتيب            | المركز أو الترتيب | المركز أو الترتيب | المركز أو الترتيب | المركز أو الترتيب |
| العنوان       | تفاصيل الألبوم                                                                | NLD               | أريا تشارتس       | أو3 النمسا توب 40 | أولتراتوب         | جي إف كاي إنترتاينمنت تشارتس | سويرجتوبليستان    | هيت باراد سويسرا  | UK                | US                |
| ------------- | ----------------------------------------------------------------------------- | ----------------- | ----------------- | ----------------- | ----------------- | ---------------------------- | ----------------- | ----------------- | ----------------- | ----------------- |
| United We Are | - Released: 23 January 2015 - Label: Revealed - Formats: CD, digital download | 1                 | 41                | 6                 | 13                | 11                           | 35                | 4                 | 83                | 85                |

### ألبومات المقطوعات
| العنوان       | تفاصيل الألبوم                                                                                       | الترتيب | الترتيب           | الترتيب                      | الترتيب          |
| العنوان       | تفاصيل الألبوم                                                                                       | NLD     | أو3 النمسا توب 40 | جي إف كاي إنترتاينمنت تشارتس | هيت باراد سويسرا |
| ------------- | --- | ------- | ----------------- | ---------------------------- | ---------------- |
| I Am Hardwell | - Released: 22 November 2013 - Label: Revealed, Cloud 9, Kontor - Formats: CD, digital download, DVD | 98      | 49                | 83                           | 37               |

### ألبومات تجميعية
| Title                                                                             | تفاصيل الألبوم                                                                | المراكز           | المراكز          |
| Title                                                                             | تفاصيل الألبوم                                                                | أو3 النمسا توب 40 | هيت باراد سويسرا |
| --------------------------------------------------------------------------------- | ----------------------------------------------------------------------------- | ----------------- | ---------------- |
| Hardwell presents 'Revealed Volume 1                                              | - Released: 29 October 2010 - Label: Revealed - Formats: CD, digital download | —                 | —                |
| Hardwell presents 'Revealed Volume 2                                              | - Released: 22 July 2011 - Label: Revealed - Formats: CD, digital download    | —                 | —                |
| Hardwell presents 'Revealed Volume 3                                              | - Released: 6 July 2012 - Label: Revealed - Formats: CD, digital download     | —                 | —                |
| Hardwell presents 'Revealed Volume 4                                              | - Released: 21 June 2013 - Label: Revealed - Formats: CD, digital download    | 25                | 8                |
| Hardwell presents 'Revealed Volume 5                                              | - Released: 20 June 2014 - Label: Revealed - Formats: CD, digital download    | 34                | 6                |
| Hardwell presents 'Revealed Volume 6                                              | - Released: 19 June 2015 - Label: Revealed - Formats: CD, digital download    | 16                | 5                |
| Hardwell presents 'Revealed Volume 7                                              | - Released: 24 June 2016 - Label: Revealed - Formats: CD, digital download    | —                 | 11               |
| Hardwell presents 'Revealed Volume 8                                              | - Released: 13 October 2017 - Label: Revealed - Formats: CD, digital download | —                 | —                |
| Hardwell presents 'Revealed Volume 9                                              | - Release: October 12, 2018 - Label: Revealed - Formats: CD, Digital download | —                 | —                |
| "—" denotes a recording that did not chart or was not released in that territory. |                                                                               |                   |                  |